# フィーヴァー (ブレット・フォー・マイ・ヴァレンタインのアルバム)
『フィーヴァー』（Fever）は、ブレット・フォー・マイ・ヴァレンタインの3枚目のアルバム。

## 概要
- 初回生産限定盤にはDVDが付いている。

## 収録曲

### CD
1. ユア・ビトレイヤル
2. フィーヴァー
3. ザ・ラスト・ファイト
4. ア・プレイス・ウェア・ユー・ビロング
5. プレジャー・アンド・ペイン
6. アローン
7. ブレイキング・アウト・ブレイキング・ダウン
8. ビタースウィート・メモリーズ
9. ディグニティ
10. ベッギング・フォー・マーシー
11. プリティ・オン・ザ・アウトサイド
12. ザ・ラスト・ファイト (アコースティック・バージョン) (日本盤ボーナス・トラック)
13. ロード・トゥ・ノウウェア (日本盤ボーナス・トラック)
14. ウォッチング・アス・ダイ・トゥナイト (日本盤ボーナス・トラック)
15. ワン・グッド・リーズン・ホワイ (日本盤ボーナス・トラック)

### DVD
1. ザ・ラスト・ファイト (ビデオ)
2. メイキング・オブ・“ザ・ラスト・ファイト” (ビデオ)
3. 速射ランダムQ&A
4. ブレットTV